# Kolay, Bafra
Kolay là một thị trấn thuộc huyện Bafra, tỉnh Samsun, Thổ Nhĩ Kỳ. Dân số thời điểm năm 2010 là 1.403 người.